# Amorphis
Amorphis [amorfis] je finská metalová skupina založená Janem Rechbergerem (bicí), Tomim Koivusaarim (kytara a zpěv) a Esou Holopainem (kytara) v roce 1990. Kapela hrála v počátcích především death metal, resp. death/doom, v pozdějších albech se ale přiklání i k jiným žánrům, zejména k folk metalu. Zdrojem jejich textů je často finský národní epos Kalevala, zpívají ovšem výhradně anglicky. Název je odvozen z řeckého slova znamenajícího beztvarý, amorfní.
Skupina vznikla v roce 1989 z několika deathmetalových a speedmetalových hudebníků, počátkem roku 1990 se do skupiny přidal baskytarista Oppu Laine. První demonahrávku nahráli v roce 1991, jmenovala se Disment of Soul. V roce 1992 vydali svou první komerční nahrávku, The Karelian Isthmus, inspirovanou dávnými válečnickými legendami. Druhým albem bylo koncepční album Tales from the Thousand Lakes (1994), v němž skupina poprvé přímo čerpá z Kalevaly. Album mělo okamžitý úspěch a kapela pokračovala ve vydávání studiových alb: Elegy (1996), Tuonela (1999), Am Universum (2001), Far from the Sun (2003), Eclipse (2006), Silent Waters (2007), Skyforger (2009), The Beginning of Times (2011), Circle (2013), Under the Red Cloud (2015) a Queen of Time (2018).
Současnými členy jsou zpěvák Tomi Joutsen, kytaristé Esa Holopainen a Tomi Koivusaari, baskytarista Niclae Etelävuori, klávesista Santeri Kallio a hráč na bicí Jan Rechberger. Dříve ve skupině hráli také zpěvák Pasi Koskinen (1996–2004), baskytarista Olli-Pekka Laine (1992–1999), bubeník Pekka Kasari (1996–2002), klávesisté Kim Rantala (1994–1998) a Kasper Mårtenson (1993–1994).

## Diskografie
Dema
- Disment of Soul (1991)

Studiová alba
- The Karelian Isthmus (1992)[3]
- Tales from the Thousand Lakes (1994)[3]
- Elegy (1996)
- Tuonela (1999)
- Am Universum (2001)
- Far from the Sun (2003)
- Eclipse (2006)
- Silent Waters (2007)
- Skyforger (2009)
- The Beginning of Times (2011)
- Circle (2013)[3]
- Under the Red Cloud (2015)
- Queen of Time (2018)
- Halo (2022)

EP
- Privilege of Evil (1993)
- Black Winter Day (1995)
- My Kantele (1997)

Kompilační alba
- Story - 10th Anniversary (2000)
- Chapters (2003)
- Best of Amorphis (2013)

Various Artists kompilace
- Relapse Singles Series Vol. 4 (2004) – VA kompilační CD firmy Relapse Records s kapelami Amorphis, Exit-13, Phobia a Goreaphobia

+ několik split nahrávek a singlů

## Videografie
- Forging the Land of Thousand Lakes (2010)